# Hayashichroma chemsaki
Hayashichroma chemsaki är en skalbaggsart som beskrevs av Vives, Bentanachs, Chew Kea Foo, Bentanachs och Chew Kea Foo 2008. Hayashichroma chemsaki ingår i släktet Hayashichroma och familjen långhorningar. Inga underarter finns listade i Catalogue of Life.